# 도치기시
도치기시(일본어: 栃木市)는 일본 도치기현 남부에 있는 시이다.
재판소와 검찰청 등 행정 기관이 모여 있는 도치기현 남부의 행정 도시로 알려져 있고, 폐번치현 직후 한때 구 도치기현(현재의 도치기현 남부와 군마현 일부)의 현청 소재지였다. 시가지에는 에도 시대부터 메이지 시대에 걸쳐 조성된 창고나 상가가 많이 남아 있다. 이러한 역사 자산을 관광자원화해 간토 지방에서는 사이타마현 가와고에시, 지바현 사와라시(현 가토리시)와 함께 소에도 서미트를 여는 등 "창고의 거리"로 알려져 있다. 또 서부에 있는 오히라산의 경치는 "육지의 마쓰시마"로 불리며 관광 명소가 되고 있다.

## 지리
간토평야 북부에 위치하고 시 북부에는 산맥이 펼쳐져 있다. 중심부에는 우즈마강이 흐르고 동부에는 오모이가와강이 흐른다. 철도로는 동서로 JR 료모선, 남북으로 도부 철도 닛코선, 우쓰노미야선이 통과한다. 또 후지오카 및 료모 지구 동부에서 우쓰노미야시로 향하는 도치기 우회도로 등 간선도로가 시내를 통과한다. 시가지는 남부에 집중되어 있다.

## 역사
1871년 8월 29일의 폐번치현 후 같은 해 12월 25일에 행해진 부현 재편으로 시모쓰케국 중 남부 5군 및 고즈케국 남동부 3군을 관할하는 도치기현이 설치되었고 이 지역이 현청 소재지가 되었다. 도치기현은 1873년 6월 15일에 시모쓰케국 북부 4군을 관할하던 우쓰노미야현을 합병하였다. 1884년 1월에 현청이 우쓰노미야로 옮겨졌다.
1937년 4월 1일에 시로 승격하였고, 1954년 9월에 주변의 오미야촌, 미나가와촌, 후키아게촌, 데라오촌을 편입, 합병하였다. 1957년 3월에는 고촌을 편입, 합병해 시역을 확대하였다. 2010년 3월 29일에는 시모쓰가군의 오히라정, 후지오카정, 쓰가정과 신설 합병하여 새로운 도치기시가 발족하였다. 2011년 10월 1일에는 가마쓰가군 니시카타정을 편입했다.

## 교통

### 철도
- 동일본 여객철도
  - 료모선

- 도부 철도
  - 닛코선
  - 우쓰노미야선

### 도로
- 도호쿠 자동차도
- 기타칸토 자동차도
- 국도 293호선

## 인구
| 연도 | 인구    | ±%     |
| ---- | ------- | ------ |
| 1920 | 110,209 | —      |
| 1930 | 117,833 | +6.9%  |
| 1940 | 120,583 | +2.3%  |
| 1950 | 156,029 | +29.4% |
| 1960 | 147,499 | −5.5%  |
| 1970 | 152,125 | +3.1%  |
| 1980 | 168,423 | +10.7% |
| 1990 | 174,717 | +3.7%  |
| 2000 | 171,755 | −1.7%  |
| 2010 | 164,033 | −4.5%  |